# Plovdiv
Plovdiv (bolgarsko Пловдив) je drugo največje mesto v Bolgariji in središče oblasti Plovdiv. Mesto leži v osrednji južni Bolgariji, severno od gorovja Rodopi. Plovdiv slovi po svojem starem mestnem jedru, ki je ena glavnih turističnih destinacij v državi. V Plovdivu je univerza Paisija Hilendarskega. Leta 2022 je mesto imelo 367.000, v širšem urbanem območju pa preko pol milijona prebivalcev.

## Ime
Plovdiv je imel v svoji dolgi zgodovini številna imena. Numizmatične raziskave so pokazale, da bi prestolnica Odrinskega kraljestva Odrissa (grško starogrško ΟΔΡΥΣΣΑ, latinsko Odrifa) lahko bila Plovdiv ali Odrin (turško Edirne). Teopomp v 4. stoletju pr. n. št. omenja mesto z imenom Poneropolis (starogrško ΠΟΝΗΡΟΠΟΛΙΣ, 'mesto malopridnežev'), kamor naj bi Filip II. Makedonski po osvojitvi naselil 2000 mož – lažnih tožnikov in prič, lizunov, pravnikov in drugih lopovov. Po Plutarhu se je mesto tako imenovalo zato, ker je kralj v njem naselil s skupino lopovov in potepuhov. Ime je morda na pol legendarno in mesto v resnici sploh ni obstajalo, tako kot Dulon polis (grško starogrško ΔΟΥΛΩΝ ΠΟΛΙΣ, mesto sužnjev) in morda Moihopolis (starogrško ΜΟΙΧΟΠΟΛΙΣ, 'mesto prešuštnikov'). Mesto je dobilo ime Filipopolis (starogrško ΦΙΛΙΠΠΟΠΟΛΙΣ [pilpopolis], sodobno grško starogrško Φιλιππούπολη, latinizirano: Filippoupoli [filpupoli], se pravi Filipovo mesto, iz grškega Filipos – ljubitelj konj, najverjetneje  v čast makedonskega kralja Filipa II. ali morda Filipa V.. Slednjo možnost prvi omenja Polibij v 2. stoletju pr. n. št. v zvezi z njegovim vojnim pohodom. Plutarh in Plinij Starejši sta Filipopolis istovetila z nekdanjim Poneropolisom. Strabon je naselje Filipa II. opisal kot »najbolj grešno in hudobno«, tako kot Kabile, medtem ko je Ptolemaj trdil da sta Filipopolis in Poneropolis različni mesti.
Staro ime mesta je bilo Kendrisia (starogrško ΚΕΝΔΡΕΙϹΕΙΑ), kar dokazujejo najstarejše najdbe, ki omenjajo, da je kralj Bejtis, svečenik sirske boginje, prinesel darila kendriškemu Apolonu, božanstvu, ki se je pod lokalnimi imeni častilo tudi v drugih mestih. Na kasnejših rimskih novcih je ime, ki morda nastalo iz imena tračanskega boga Kendrisa, katerega so enačili z Apolonom, cedrovega gozda, ki ga omenjajo antični avtorji ali iz imena tračanskega plemena. Ime Tiberias, ki ga je mesto domnevno imelo v 1. stoletju, je dobilo po rimskem cesarju Tiberiju, katerega vazal je bilo tudi Odrijsko kraljestvo.
Plinij v 1. stoletju omenja, da so Rimljani po zasedbi Trakije mesto preimenovali v Trimontium, kar pomeni 'Trije hribi' oziroma 'Mesto na treh hribih'. Včasih se je po rimskih družinah imenovalo tudi Ulpia, Flavia in Julia.
Amijan Marcelin je v 4. stoletju zapisal, da je mesto stari Eumolpias/Eumolompiada (latinsko Evmolpias, Evmolpiada). Ime, ki je kronološko najstarejše, je dobilo po mitološkem tračanskem kralju Evmolpu, sinu Pozejdona ali Jupitra, ki je mesto ustanovil okrog leta 1200 pr. n. št. ali 1350 pr. n. št. ali po evlompejah, devicah v Vestinih templjih. V 6. stoletju je Jordanes zapisal, da se je mesto nekoč imenovalo Polpudeva (latinsko Pvlpvdeva), potem pa ga je Filip Arabski po sebi preimenoval v Filipopolis.
Kasnejša imena so najverjetneje ustni prevodi tračanskega imena in drugih imen. Besedi Philip + deva (mesto) in Plovdiv vsebujeta enake soglasnike in imata podoben zven, vendar nimata istega porekla kot na primer Odrin in Adrianapolis. Ime Pulpudeva, ki v tračanščini pomeni »jezero mesto«, je zato verjetno predhodnik imena nekega drugega mesta. Bolgarsko ime, ki se je  razvilo iz tračanskega Pulpudeva, se je začelo pojavljati v 9. stoletju. Glasilo se je Papaldiv, Papaldin, Plo(v)div, Pladiv, Pladin, Plapdiv in Plovdin, s čimer je izgubilo svojo vsebino. Bolgarska različica Plovdiv je začela prevladovati po drugi svetovni vojni.
Križarji so mesto imenovali Prineople, Sinople in Finepople, Turki pa Filibe. Ime Filibe, ki je popačenka imena Filip, se je v dokumentih prvič pojavilo leta 1448.

## Zgodovina

### Stari vek
V Plovdivu so odkrili sledi naselja in nekropole iz nove kamene dobe, fino lončenino in predmete za vsakdanjo rabo, ki kažejo, da je bila naselbina zgrajena konec 4. tisočletja pr. n. št..
Tračanske nekropole so iz 3.-2. tisočletja pr. n. št., tračansko mesto pa je bilo zgrajeno med 2. in 1. tisočletjem pr. n. št.. Mesto je bilo trdnjava neodvisnega lokalnega tračanskega plemena Besi. Med vladavino perzijskega vladarja Dareja I. Velikega je bilo leta 516 pr. n. št. vključeno v Ahemenidsko cesarstvo. Leta 492 pred n. št. je Trakijo ponovno podjarmil ahemenidski general Mardonij. Postala je perzijska vazalna država, kar je obstajala do leta 479 pred n. št. in začetka vladavine Kserksesa I.. Mesto je bilo vključeno v Odriško kraljestvo (460 pr. n. št.-46 n. št.), ki je bilo tračanska plemenska zveza. Kraljestvo je leta 342 pred n. št. podjarmil Filip II. Makedonski in odstavil tračanskega kralja. Deset let kasneje je Sevt III. Odriški ponovno ustanovil tračansko kraljestvo, ki je bilo pod makedonsko suverenostjo. Kraljestvo je nastalo po, recimo, uspešnem uporu proti Aleksandru Makedonskemu, ki se je končal niti z zmago niti s porazom. Odriško kraljestvo se je postopoma otreslo makedonske nadoblasti, mesto pa so med selitvijo v Vzhodno Evropo, verjetno v 270. letih pr. n. št., uničili Kelti. Leta 183 pr. n. št. je mesto osvojil Filip V. Makedonski, vendar so ga kmalu zatem ponovno osvojili Tračani.
Leta 72 pr. n. št. je mesto osvojil rimski general Mark Lukul, vendar so ga kmalu ponovno osvojili Tračani. Leta 46 n. št. ga je cesar Klavdij dokončno vključil v Rimsko cesarstvo. Bil je metropola province Trakije in v poznem 1. stoletju dobil status mesta. Trimontij je bil pomembno cestno križišče, za katero je Lucijan dejal, da je »največje in najlepše od vseh mest«. Četudi ni bil glavno mesto province Trakije, je bil največje in najpomembnejše mesto v provinci. in kot tako tudi sedež Tračanske zveze. V tistem času je skozi mesto potekala Via Militaris (ali Via Diagonalis), najpomembnejša rimska vojaška cesta na Balkanu.
Rimsko obdobje je bilo obdobje rasti in kulturne odličnosti. Ostanki stavb kažejo, da je bilo živahno cvetoče mesto s številnimi javnimi stavbami, svetišči, kopališči, gledališči in stadionom in edino v Bolgariji z vodovodnim sistemom in kanalizacijo. Trimontij je leta 179 dobil še drugo obzidje. Mesto se je dotlej razširilo s treh hribov tudi v dolino. Deli obzidja so se ohranili in so velika turistična zanimivost. Doslej so izkopani samo manjši deli antičnega mesta.
Leta 250 so mesto do tal požgali Goti pod poveljstvom vladarja Kniva. Po pisanju Amijana Marcelina je večina od 100.000 meščanov umrla ali bila ujeta. Mesto je za okrevanje potrebovalo nekaj stoletij, potem pa so ga leta 441-442 ponovno opustošili, tokrat Atilovi Huni, leta 471 pa še Goti Teodorika Strabona.

### Srednji vek
V drugi polovici 6. stoletja so celo tračansko ozemlje naselili Slovani. Naselitev je bila očitno mirna, saj ni nobenih zapisov o kakšnih napadih. Z ustanovitvijo Bolgarije leta 681 se je Trimontij preimenoval v Filipopolis in postal pomembna obmejna trdnjava Bizantinskega cesarstva. Leta 812 ga je osvojil bolgarski kan Krum, regija pa je bila v celoti vključena v Prvo bolgarsko cesarstvo šele leta 834 med vladavino kana Malamirja. Leta 855–856 ga je za nekaj časa osvojilo Bizantinsko cesarstvo, potem pa so ga Bizantinci vrnili Borisu I. Bolgarskemu. Iz Filipopolisa se je začel po Bolgariji širiti vpliv dualitične cerkvene doktrine, ki je postala osnova za bogumilsko herezijo. Mesto je ostalo pod bolgarsko oblastjo verjetno do leta 970, čeprav ga v času bizantinskega cesarja Konstantina VII. v 10. stoletju omenjajo kot mesto v bizantinski Makedonski témi (osmanska upravna enota).
Bizantinski zgodovinarji so zapisali, da je Filipopolis leta 969, ko ga je opustošil ruski vladar Svjatoslav I. Kijevski in nataknil na kol 20.000 meščanov, spadal v Bizantinsko cesarstvo. Pred ruskim pokolom in po njem njim so Bizantinci v mesto naseljevali pavličanske heretike iz Sirije in Armenije, da bi branili bizantinsko mejo z Bolgari. Aime de Varennes je leta 1180 omenil, da v mestu prepevajo bizantinske pesmi, ki opevajo dejanja Aleksandra Velikega in njegovih prednikov, ki so se zgodila več kot 1300 let pred tem.
Bizantinsko oblast je prekinila tretja križarska vojna (1189-1192), v kateri je na pohodu v Sveto deželo Filipopolis osvojil sveti rimski cesar Friderik I. Barbarossa. Za guvernerja Filipopolske téme je bil leta 1196 imenovan Ivanko, ki je v letih 1198-1200 mesto odcepil od Bizantinskega cesarstva in ga združil z Bolgarijo. Leta 1204 je po četrti križarski vojni mesto pripadlo Latinskemu cesarstvu. Njegovo vladavino je pred svojo smrtjo leta 1207 dvakrat prekinil Kalojan Bolgarski. Njegovega naslednika Borila so leta 1208 v bitki pri Filipopolisu porazili Latinci (Franki). Pod latinsko oblastjo je bil prestolnica Vojvodine Filipopolis, v kateri je vladal Renier de Trit, kasneje pa Gerard de Strem, ki je bil morda vazal Bolgarije ali Beneške republike. Vojvodino je leta 1230 dokončno osvojil Ivan Asen II., mesto pa je morda osvojil že prej. Plovdiv so po nekaterih podatkih ponovno osvojili Bizantinci, po letu 1300 pa je bil v posesti Teodore Svatoslave Bolgarske. Leta 1322 ga je osvojil Jurij Terter II. Bolgarski, neuspešno ga je oblegal Andronik III. Paleolog, potem pa je leta 1323 s pogodbo ponovno prišel pod bizantinsko oblast. Leta 1344 so ga Bizantinci s še osmimi drugimi mesti prepustil Bolgariji pod regentstvom Ivana V. Paleologa kot nagrado za podporo Aleksandra Bolgarskega v bizantinski državljanski vojni 1341–1347.

### Osmansko cesarstvo
Leta 1364 so Plovdiv osvojili Osmani pod poveljstvom Lala Šakin paše. Po drugih podatkih je bil v turški posesti od bitke na Marici leta 1371, po kateri so meščani in bolgarska vojska pobegnili in pustili mesto brez obrambe. Begunci so se naselili v Stanimaki. Med osmanskim medvladjem je mesto leta 1410 zasedel Musa Çelebi in pobil in izgnal njegove prebivalce. Plovdiv je bil središče Rumelijskega ejaleta (1364-1443), središče sandžaka v Rumelijskem ejaletu (1443-1593), središče sandžaka v Silistrskem ejaletu (1593-1826), središče sandžaka v Adrianopelskem ejaletu (1826-1867) in središče sandžaka v Odrinskem ejaletu (1867–1878). V tem obdobju je bil poleg Carograda, Odrina in Soluna eno od glavnih gospodarskih središč. Bogatejši meščani so si zgradili čudovite hiše, od katerih nekatere še stojijo v arhitekturnem rezervatu Stari Plovdiv.

#### Prebujanje narodne zavesti
V osmanskem obdobju se je mesto imenovalo Filibe. Bilo je središče bolgarskega narodnega gibanja in ohranilo položaj glavnega središča bolgarske kulture in običajev.
Filibe je opisan kot mesto, v katerem so živeli Turki, Bolgari, helenizirani Bolgari, Armenci, Judje, Vlahi, Arvaniti, Grki in Romi. V 16.-17. stoletju se je v njem naselilo znatno število sefardskih Judov in manjše število Armencev iz Galicije (Galatija v osrednji Anatoliji). Pavličani so prestopili v krščanstvo ali zgubili svojo identiteto. Z ukinitvijo stare cerkvene slovanščine kot jezika Bolgarske cerkve in popolne odprave Cerkve leta 1767 je bil uveden miletski sistem, doktrina etnične delitve po veri, v katerem so bili krščanski in muslimanski Bolgari predmet helenizacije oziroma poturčenja. Večina Bolgarov se je popolnoma ali delno helenizirala, vendar bolj v kulturnem kot etničnem smislu. Proces helenizacije je trajal do 1830 leta.
Leta 1870 je bila ponovno ustanovljena Bolgarska pravoslavna cerkev. Po popisu gospodarstev in lastnikov/najemnikov v središču Plovdiva sredi 19. stoletja, ki sta ga opravila bolgarski in grški letopisec Čenčev in Liberatos, je bilo od 358/421 gospodarstev 141/118 bolgarskih, kar pomeni 39,4 / 33,7 %. Po statistikah bolgarskih in grških avtorjev v mestu ni bilo Turkov, po drugih ocenah pa so bili meščani večinoma Turki.
Filibe je imel pomembno vlogo v borbi za neodvisnost Cerkve, ki je bila po mnenju nekaterih avtorjev nekakšna mirna buržoazna revolucija pod vodstvom Najdena Gerova, Valkoviča, Joakima Grueva in celih družin. Leta 1836 je bila odprta prva bolgarska šola, z otvoritvijo šole Svetega Cirila in Metoda leta 1850 pa se je začelo obdobje modernega posvetnega šolstva. 11. maja 1858 se je prvič praznoval Dan svetega Cirila in Metoda, ki je kasneje postal državni praznik in se zaradi reforme koledarja od leta 1916 praznuje 24. maja. Leta 1858 se je božični obred v Marijini cerkvi prvič po osmanski okupaciji opravil v bolgarskem jeziku. Do leta 1906 sta bila v mestu bolgarski in grški škof. Leta 1868 se je šola razširila na prvo klasično gimnazijo, na kateri se je šolalo več intelektualcev, politikov in duhovnih voditeljev.
Mesto so po več ur trajajoči bitki za Filipololisu 17. januarja 1878 osvojili Rusi pod poveljstvom Aleksandra Buraga. Mesto je bilo od maja do oktobra tistega leta središče Začasne ruske uprave v Bolgariji. Po ruskem popisu prebivalstva je imel Filibe 24.000 prebivalcev, od tega  45,4 % Bolgarov, 23,1 % Turkov in 19,9 % Grkov.

### Vzhodna Rumelija
S Sanstefansko mirovno pogodbo, podpisano 3. marca 1878, je bila ustanovljena Kneževina Bolgarija s tistim delom ozemlja, na katerem je prevladovalo bolgarsko prebivalstvo. Za prestolnico in sedež začasne ruske vlade so kot najbolj živahno in največje mesto izbrali Plovdiv. Združeno kraljestvo in Avstro-Ogrska pogodbe nista priznala. Vojna se je končala z Dunajskim kongresom, na katerem so osvobojene dele Osmanskega cesarstva razdelili na več delov. Od Bolgarije so odcepili Avtonomno pokrajino Vzhodno Rumelijo z glavnim mestom Plovdiv. Osmansko cesarstvo ji je napisalo ustavo in imenovalo njenega guvernerja.
Spomladi 1885 je Zahari Stojanov v Plovdivu ustanovil Tajni bolgarski centralni revolucionarni komite, ki je začel aktivno propagirati združitev Bolgarije in Vzhodne Rumelije. 5. septembra je več sto oboroženih upornikov iz Goljamo Konareja (sedaj Saedinenje) vkorakalo v Plovdiv in v noči na 6. september pod vodstvom Danaila Nikolaeva prevzela oblast v mestu in odstavila generalnega guvernerja Gavrila Krasteviča. Ustanovljena je bila začasna vlada pod predsedstvom Georgija Stranskega in razglašena splošna mobilizacija. Po porazu Srbov v srbsko-bolgarski vojni sta Bolgarija in Turčija dosegli dogovor, po katerem sta Kneževina Bolgarija in Vzhodna Rumelija dobili skupno vlado, parlament, državno upravo in vojsko. 6. september se zdaj praznuje Dan združitve in Dan Plovdiva.

### Novejša zgodovina
Po združitvi je Plovdiv postal drugo največje in najpomembnejše mesto v državi za Sofijo. Prvo železnico, ki ga je povezovala z osmansko prestolnico Carigrad (turško Istambul), je dobil leta 1874. Leta 1888 je dobil tudi povezavo s Sofijo. Leta 1892 je bil prireditelj Prvega bolgarskega sejma z mednarodno udeležbo, ki se je razvil v Mednarodni plovdivski sejem. Po osvoboditvi je dobil tudi prvo pivovarno.
Na začetku 20. stoletja se je razvil v pomembno industrijsko in trgovsko središče s proizvodnjo svetil in predelavo živil. Leta 1927 se je začela elektrifikacija mesta. V trgovino, industrijo in bančništvo so začeli investirati nemški, francoski in belgijski investitorji. Leta 1939 je v industriji, predvsem v predelavi živil in tobaka in izvozu sadja, delalo 16.000 obrtnikov in 17.000 delavcev. Leta 1943 je plovdivski nadškof in kasneje bolgarski patriarh Ciril  rešili 1.500 Judov pred deportacijo v koncentracijska taborišča. Leta 1944 je mesto bombardiralo zavezniško letalstvo.
4. maja 1953 so stavkali delavci Tobačnega depota. 6. aprila je mesto dobilo prvo trolejbusno progo in sredi 1950. let hotel Trimontsium. V 1960. In 1970. Letih se je razcvetelo gradbeništvo in mesto je dobilo več sodobnih predmestij. Začela so se izkopavanja antičnih ostankov in popolna obnova Starega mesta. V 1900. Letih je bilo zgrajeno športno središče Plovdiv, v katerem sta največji stadion in največji kanal za veslanje v Bolgariji. Plovdiv je bil tudi rojstni kraj Bolgarskega gibanja za demokratske reforme, ki je leta 1989 imelo dovolj podpore, da je prišlo v vlado.
V Plovdivu so bile leta 1981, 1985 in 1991 posebne Svetovne razstave.

## Geografija
Plovdiv leži na bregovih reke Marice, jugovzhodno od bolgarske prestolnice Sofije. Mesto je v južnem delu Plovdivske nižine, aluvialne nižine, ki tvori zahodni del Zgornjetrakijske nižine. Od tod se na severozahodu dvigajo vrhovi Sredne gore, na vzhodu Čirpansko višavje in na jugu Rodopi. Prvotno se je Plovdiv razvijal južno od Marice, širitev čez reko pa je potekala šele v zadnjih 100 letih. Sodobni Plovdiv pokriva površino 101 km², kar je manj kot 0,1 % celotne površine Bolgarije. Je najgosteje naseljeno mesto v Bolgariji, s 3769 prebivalci na km².
Znotraj ožjega mesta je šest sienitnih gričev. V začetku 20. stoletja je bilo sedem sienitnih gričev, a je bil eden (Markovo tepe) porušen. Trije od njih se imenujejo Trihribovje (bolgarsko Трихълмие, latinizirano: Trihalmie), drugi se imenujejo Hrib mladosti (bolgarsko Младежки хълм, latinizirano: Mladezhki halm), Hrib osvoboditeljev (bolgarsko Хълм на освободителите, latinizirano: Halm na osvoboditelite) in hrib Danov (bolgarsko Данов хълм, latinizirano: Danov halma).

### Podnebje
Plovdiv ima vlažno subtropsko podnebje (Köppnova podnebna klasifikacija Cfa) s precejšnjimi vplivi vlažne celine. Obstajajo štirje različni letni časi z velikimi temperaturnimi skoki med letnimi časi.
Poletje (od sredine maja do konca septembra) je vroče, zmerno suho in sončno, julij in avgust pa imata povprečno najvišjo temperaturo 33 °C (91 °F). Plovdiv včasih doživi zelo vroče dni, ki so značilni za notranjost države. Poletne noči so mile. Jesen se začne konec septembra; dnevi so dolgi in zgodaj jeseni relativno topli. Do septembra noči postanejo hladne. Prva zmrzal se običajno pojavi do novembra.
Zima je običajno mrzla in sneg je pogost. Povprečno število dni s snežno odejo v Plovdivu je 15. Povprečna globina snežne odeje je 2 do 4 cm, največja pa običajno 6 do 13 cm, vendar nekatere zime pokritost lahko doseže 70 cm  ali več. Povprečna januarska temperatura je –0,4 °C.
Pomlad se začne marca in je hladnejša od jeseni. Sezona zmrzali se konča marca. Sredi pomladi so dnevi blagi in relativno topli.
Povprečna relativna vlažnost zraka je 73 % in je najvišja decembra 86 %, najmanjša pa avgusta 62 %. Skupna količina padavin je 540 mm in je dokaj enakomerno porazdeljena skozi vse leto. Najbolj namočena meseca v letu sta maj in junij s povprečno količino padavin 66,2 mm, najbolj suh mesec pa je avgust s povprečno količino padavin 31 mm.
V mestu prevladujejo blagi vetrovi (0 do 5 m/s) s hitrostjo vetra do 1 m/s, kar predstavlja 95 % vseh vetrov v letu. V hladnejših mesecih so megle pogoste, zlasti ob bregovih Marice. Povprečno je v letu 33 dni z meglo.

## Glavne zanimivosti
V mestu je več kot 200 arheoloških najdišč, od katerih je 30 najdišč nacionalnega pomena. V mestu sta kar dve rimski gledališči, ostanki srednjeveškega obzidja in stolpov, turška kopališča in mošeje. Dobro je ohranjena mestna četrt iz obdobja prebujanja narodne zavesti s čudovitimi hišami, cerkvami in ozkimi tlakovanimi ulicami. V mestu so tudi številni muzeji, galerije in druge kulturne ustanove. 
Plovdiv je izhodišče za izlete v okolico, na primer v samostan Bačkovo 30 km južno od mesta, smučarsko središče Pamporovo 90 km južno in terme Hisarja banja, Krasnovo in Strelča na severu.

### Rimsko mesto
Rimsko gledališče v Filipopolisu na griču Nebet tepe je verjetno najbolj znan antični spomenik v Bolgariji. Zgrajeno je bilo v 2. stoletju med vladavino cesarja Trajana. Avditorij je razdeljen na dva dela s po 14 vrstami, ločenimi z vodoravnim prehodom. Gledališče je sprejelo do 7000 obiskovalcev. Oder s tremi prizorišči je bil okrašen s frizi, okrajki  in kipi. Gledališče, ki so ga preučevali, konzervirali in restavrirali od leta 1968 do 1984, je še vedno dejavno in gosti Verdijev festival in Mednarodni folklorni festival. Rimski Odeon je bil restavriran leta 2004. Zgrajen je bil v 2.-5. stoletju in ima 350 sedežev. Zgrajen je bil kot bulevterij – sejno mesto mestnega sveta – in bil kasneje preurejen v gledališče.
Pomemben spomenik iz antičnega obdobja je Stadion v Filipopolisu. Zgrajen je bil v 2. stoletju med vladavino rimskega cesarja Hadrijana. Pri gradnji so se zgledovali po stadionu v Delfih. Dolg je približno 240 in širok 50 metrov in je lahko sprejel do 30.000 gledalcev. Atletska tekmovanja je organizirala Generalna skupščina province Trakije. Njim v čast je kraljeva kovnica v Filipopolisu kovala novce s podobo cesarja ne prednji in atletskih tekmovanj na stadionu na zadnji strani. Ohranjen je majhen del severnega dela stadiona s 14 vrstami sedežev. Največji del stadiona leži pod glavno ulico in sosednjimi stavbami.
Rimski forum se je začel graditi v 1. stoletju med vladavino cesarja Vespazijana in se dokončal v 2. stoletju. Meril je 11 hektarjev in bil obdan s trgovinami in javnimi stavbami. V antiki je bil stičišče glavnih mestnih ulic.
Arheološki kompleks Domus Eirene je v južnem delu Trimontija. V njem so ostanki javnih stavb in zasebnih hiš premožnih meščanov iz 3. in 4. stoletja. Irena je krščansko ime za Penelopo, devico iz Megadona, ki se je v 2. stoletju spreobrnila v krščanstvo. V kompleksu so tudi barviti mozaiki z geometrijskimi vzorci in človeškimi podobami.
Na enem od gričev Nebet tepe so ostanki prve naselbine iz 12. stoletja pr. n. št., ki je zrasla ob tračanskem Eumolpiasu, enem od prvih mest v južni Evropi. Za mogočnim obzidjem so izkopali ostanke templja in palače. Najstarejši del trdnjave je zgrajen iz velikih blokov sienita, zato jo imenujejo tudi kiklopska zgradba.
- Antični spomeniki
- Antično gledališče
- Rimski stadion
- Odeon
- Forum
- Velika bazilika
- Mozaiki v Mali baziliki
- Vzhodna mestna vrata
- Okrogli obrambni stolp iz 3. stoletja
- Antični vodni rezervoar na Nebet tepe
- Akvadukt
- Obzidje na Nebet tepe

### Muzeji in zaščitena območja
Arheološki muzej Plovdiv je bil ustanovljen leta 1882 kot Ljudski muzej Vzhodne Rumelije. Leta 1928 so muzej preselili v stavbo iz 19. stoletja na trgu Saedinenie, ki jo je zgradil plovdivski arhitekt Josef Schnitter. Muzej vsebuje bogato zbirko tračanske umetnosti. Trije razdelki »Prazgodovina«, »Antika« in »Srednji vek« vsebujejo dragocene artefakte od paleolitika do zgodnjega osmanskega obdobja (15.–16. stoletja). Znameniti Zaklad iz Panagjurišta je del muzejske zbirke.
Regionalni zgodovinski muzej Plovdiv je bil ustanovljen leta 1951 kot znanstveni in kulturni inštitut za zbiranje, shranjevanje in raziskovanje zgodovinskih dokazov o Plovdivu in okolici od 16. do 20. stoletja. Razstava je postavljena v treh stavbah.
Regionalni etnografski muzej v Plovdivu je bil slovesno odprt leta 1917. 14. oktobra 1943 so ga preselili v hišo v starem mestnem jedru. Leta 1949 je bila Mestna hiša-muzej preurejena v Ljudski narodopisni muzej, leta 1962 pa prenovljena. Predmetov je več kot 40.000.
Naravoslovni muzej je bil slovesno odprt leta 1955 v stari stavbi mestne občine Plovdiv, zgrajeni leta 1880. Je med najpomembnejšimi muzeji v državi z bogatimi zbirkami v oddelkih za paleontologijo, mineralogijo in botaniko. Obstaja več prostorov za divje živali in vsebuje največji sladkovodni akvarij v Bolgariji s 40 vrstami rib. Ima zbirko mineralov iz Rodopov.
Muzej letalstva je bil ustanovljen 21. septembra 1991 na ozemlju letalske baze Krumovo 12 km jugovzhodno od mesta. Muzej ima 59 letal ter razstave v zaprtih prostorih in na prostem.
Staro mestno jedro Plovdiva je zgodovinsko zavarovan, znan po bolgarskem renesančnem arhitekturnem slogu. Staro mestno jedro pokriva območje treh osrednjih gričev (Трихълмие, Trihalmie). Skoraj vsaka hiša v starem mestnem jedru ima svojo značilno zunanjost in notranjost.
- Staro mesto
- Balabanova hiša
- Lamartinova hiša
- Cerkev sv. Konstantina in Helene
- Klianti hiša
- Staro mesto
- Ulica v starem mestu
- Regionalni etnografski muzej
- Staro mesto
- Staro mesto - Plovdiv
- Regionalni zgodovinski muzej
- Hindlijanova hiša
- Hisarska vrata z etnografskim muzejem

### Cerkve, mošeje in templji
Obstajajo številne cerkve iz 19. stoletja, ki večinoma sledijo značilnemu vzhodnopravoslavnemu slogu gradnje. To so cerkve svetega Konstantina in svete Helene, svete Marine, svete Nedelje, svete Petke in svete Matere božje. Ker je mesto že dolgo zbirališče pravoslavnih kristjanov, je Plovdiv obkrožen z več samostani, ki so ob vznožju Rodopov, kot so Sv. Jurij, Sv. Kozma in Damjan, Sv. Kirik in Julita (Ulita). Ostajajo dobri primeri poznosrednjeveške pravoslavne arhitekture in ikonografskih mojstrovin, značilnih za to regijo. V Plovdivu so tudi rimskokatoliške stolnice, največja je stolnica sv. Ludvika. Obstaja več sodobnih baptističnih, metodističnih, prezbiterijanskih in drugih protestantskih cerkva, pa tudi apostolskih cerkva starejšega sloga.
V Plovdivu sta iz časa osmanske vladavine ostali dve mošeji. Mošeja Džumaja velja za najstarejšo evropsko mošejo zunaj mavrske Španije.
Sefardska sinagoga Plovdiv je na ulici Car Kalojan 13 v ostankih majhnega dvorišča v nekdanji veliki judovski četrti. Izhaja iz 19. stoletja in je eden najbolje ohranjenih primerov tako imenovanih sinagog v osmanskem slogu na Balkanu. Po besedah avtorice Ruth E. Gruber je notranjost sinagoge v Plovdivu »skriti zaklad ... veličasten, čeprav dotrajan, izbruh barv«. Na sredini stropa, ki ima bogato poslikano kupolo, visi izjemen lestenec iz beneškega stekla. Vse površine so prekrite z dovršenimi geometričnimi vzorci v mavrskem slogu v nekoč svetlo zelenih in modrih barvah. Zvitki Tore so shranjeni v pozlačenem Aron-ha-Kodešu.

## Gospodarstvo
Čeprav leži sredi bogate kmetijske regije, se je gospodarstvo Plovdiva od začetka 20. stoletja preusmerilo iz kmetijstva v industrijo. Predelava hrane, tobak, pivovarstvo in tekstil so bili stebri industrijskega gospodarskega premika. Med komunistično vladavino se je mestno gospodarstvo razširilo in v njem je prevladovala težka industrija. Po padcu komunizma leta 1989 in propadu bolgarskega planskega gospodarstva so zaprli številne industrijske komplekse; nadaljevala se je proizvodnja svinca in cinka, strojev, elektronike, motornih tovornjakov, kemikalij in kozmetike.
Plovdiv je gospodarska prestolnica Bolgarije, saj ima največje gospodarstvo v državi in od leta 2014 prispeva 7,5 % k bolgarskemu BDP. Leta 2014 je v regiji delovalo več kot 35 tisoč podjetij, ki so ustvarili delovna mesta za 285.000 ljudi. Prednosti Plovdiva so osrednja geografska lega, dobra infrastruktura in velika poseljenost. Plovdiv ima mednarodno letališče, terminal za intermodalni transport, več povezav z avtocesto Trakia (povezuje Sofijo in Burgas), bližino avtoceste Marica (glavni koridor v Turčijo) ter dobro razvito cestno in železniško infrastrukturo, kar je vse vodilo k razvoju mesto kot vodilno mesto v smislu industrijske proizvodnje v Bolgariji. Podjetje Toplofikatsiya Plovdiv, ustanovljeno leta 1970, zagotavlja proizvodnjo električne energije in toplote ter distribucijo toplote za Plovdiv.
Gospodarstvo Plovdiva ima dolgoletno tradicijo v proizvodnji, trgovini, prometu, komunikacijah in turizmu. Poleg industrijskega razvoja Plovdiva je v zadnjih letih prišlo do znatnega porasta v sektorju storitev IT in zunanjega izvajanja ter v zadnjih 5 letih vsako leto dvomestno povečanje turistične rasti v mestu.

## Čast
Po mestu je poimenovan asteroid (mali planet) 3860 Plovdiv. Odkrila sta ga belgijski astronom Eric W. Elst in bolgarska astronomka Violeta G. Ivanova 8. avgusta 1986. Plovdiv Peak (1040 m) na otoku Livingston na južnih Shetlandskih otokih na Antarktiki je prav tako poimenovan po Plovdivu.